# Оксбру-холл
Оксбру-холл (англ. Oxburgh Hall) — здание I класса в деревне Оксборо в Англии, то есть здание, представляющее особый интерес. Загородный дом в тюдоровском стиле построен около 1482 года Эдмундом Бедингфелдом. Усадьба в Оксборо перешла во владение семьи Бедингфелд через брак до 1446 года. Несмотря на то, что здание похоже на крепость, оно никогда не являлось фортификационным сооружением. В настоящее время Оксбру-холл находится в собственности Национального фонда.
Поздний средневековый загородный дом с внутренним двором, ограниченный квадратным рвом около 75 метров с каждой стороны. В 1772 году Ричард Бедингфелд построил башню. Вход по трехступенчатому мосту на северной стороне проходит через укрепленную сторожевую башню, описанную Николаусом Певзнером, как «самые известные английские кирпичные ворота XV века». Они были спроектированы так, чтобы продемонстрировать силу и положение владельца здания, хотя в качестве фортификационной составляющей их ценность в значительной степени символична. Около 1835 года усадьба претерпела архитектурные изменения в викторианском стиле. Появились фламандские ступенчатые фронтоны, массивная юго-восточная башня, застеклённые галереи, нависающие над рвом, и терракотовые дымоходы. Ограда прилегающего к усадьбе сада была украшена четырьмя башнями.
В Оксбру-холле есть тайная комната для священника. Бедингфелды были католики, и во время гонения на католиков в Англии, прятали у себя в усадьбе священника. В эту комнату можно попасть через люк, который в закрытом виде сливается с плиточным полом. В отличие от многих подобных укрытий, тайная комната в Оксбру-холле открыта для посетителей. Здесь также хранятся Оксбруские портьеры, вышитые шотландской королевой Марией Стюарт и леди Бесс из Хардвика, женой её тюремщика, графа Шрусбери. На приусадебной территории есть несколько лесных троп, в том числе тропа «Лесной исследователь».